# تام سگورا
تام سگورا (به انگلیسی: Tom Segura) یک کمدین، نویسنده، بازیگر و پادکستر اهل آمریکا است.
او در فیلم خانواده فوری بازی کرده است.